# Pentas glabrescens
Pentas glabrescens är en måreväxtart som beskrevs av John Gilbert Baker. Pentas glabrescens ingår i släktet Pentas och familjen måreväxter.

## Underarter
Arten delas in i följande underarter:
- P. g. brevituba
- P. g. glabrescens